# Katanga Business
Pour plus de détails, voir Fiche technique et Distribution.
Katanga Business est un documentaire réalisé par le cinéaste belge Thierry Michel en 2009 au cœur des mines du Katanga où creuseurs artisanaux et multinationales se disputent les richesses de la terre.

## Fiche technique
- Réalisation : Thierry Michel
- Photographie : Michel Techy
- Musique : Marc Hérouet
- Production : Les Films de la Passerelle Les Films d’Ici – RTBF Avec l’aide du Centre du Cinéma et de l’Audiovisuel de la Communauté française de Belgique et des Télédistributeurs wallons – ARTE – Wallimage – Eurimages – DGCD – PIL – ING Taxshelter Productions – EVS Broadcast Equipment– TSR – Sundance Institute – Commission européenne – VRT
- Pays d'origine :  Belgique
- Langue : français
- Genre : documentaire